# Veselin Đuranović
Veselin Đuranović (Donji Martinići kod Danilovgrada, 17. svibnja 1925. – Podgorica, 30. kolovoza 1997.), visokopozicionirani dužnosnik SR Crne Gore, šesti predsjednik Saveznog izvršnog vijeća i sedmi predsjednik Predsjedništva SFR Jugoslavije.

## Životopis

### Školovanje i Drugi svjetski rat
Veselin Đuranović je rođen 17. svibnja 1925. godine u selu Donji Martinići, kod Danilovgrada. Gimnaziju je završio u Podgorici, a učiteljsku školu u Cetinju. Zbog pripadnosti
naprednom omladinskom pokretu, Đuranović je u ožujku 1941. godine bio isključen iz učiteljske škole na dvije godine.
Članom Saveza komunističke omladine Jugoslavije (SKOJ) postao je 1941. godine, te je aktivno sudjelovao u pripremama ustanka tijekom Drugog svjetskog rata. U rujnu 1941. godine odazvao se pozivu Pokrajinskog komiteta SKOJ-a i uključio se u bojkot škola pod okupacijom. Nakon ustanka u Crnoj Gori, pa sve do povlačenja partizankih jedinica u Bosnu u svibnju 1942. godine, Đuranović je u organizaciji SKOJ-a i organizaciji Crnogorske narodne omladine aktivno radio na oslobođenom teritoriji, počevši od oružanih akcija, preko pozadinskih aktivnosti (veze, straže, prikupljanje materijala, propaganda), pa do kulturno-umjetničkih djelatnosti koje su tada bile veoma žive na tom teritoriju Crne Gore. Početkom svibnja 1943. godine, zajedno s grupom pristalica narodnooslobodilačkog pokreta, uhićen je i interniran u logor Zabjelo kod Podgorice. Pušten je u rujnu 1943. godine, nakon kapitulacije Italije i oslobađanja logora. Ponovo se povezao s partijskom organizacijom i postao je sekretar organizacije SKOJ-a u Donjim Martinićima, a u listopadu iste godine imenovan je članom općinskog komiteta SKOJ-a i predsjednikom općinskog odbora antifašističke omladine. Đuranović je sudjelovao na Prvom (studeni 1943. u Kolašinu) i Drugom (prosinac 1944. na Cetinju) kongresu Narodne omladine Crne Gore. U članstvo Saveza komunista Jugoslavije (SKJ) primljen je 4. siječnja 1944. godine. Đuranovićev brat Vladan (Vlajko) je poginuo tijekom Drugog svjetskog rata 1944. godine, te je kasnije bio proglašen Narodnim herojem Jugoslavije.

### Politička djelatnost
Nakon oslobođenja Jugoslavije vršio je razne partijske i političke dužnosti, najprije u SR Crnoj Gori, a potom u federaciji:
- član "Pokrajinskog komiteta KPJ za Crnu Goru"
- predsjednik "Centralnog komiteta Narodne omladine Crne Gore"
- sekretar "Sreskog komiteta KPJ" u Danilovgradu i Titogradu
- predsjednik "Glavnog odbora SSRN Crne Gore"
- glavni urednik "Pobjede"
- predsjednik "Izvršnog vijeća Sabora SR Crne Gore", od 25. lipnja 1963. do 8. prosinca 1966. godine
- predsjednik "Centralnog komiteta Saveza komunista Crne Gore", od 1968. do 1977. godine
- predsjednik "Saveznog izvršnog vijeća", od 4. veljače 1977. do 16. svibnja 1982. godine
- predsjednik "Predsjedništva SR Crne Gore", od 7. svibnja 1982. do 7. svibnja 1983. godine
- predsjednik "Predsedništva SFR Jugoslavije", od 15. svibnja 1984. do 15. svibnja 1985. godine.

Za člana Centralnog komiteta (CK) Saveza komunista Crne Gore (SKCG), biran je na Trećem kongresu SKCG, a za člana CK SKJ, na Osmom, Desetom i Jedanaestom kongresu.

### Umirovljenje i smrt
Političku karijeru je okončao tijekom Antibirokratske revolucije 1988. — 1989. godine, kada je podnio ostavku na sve političke funkcije i povukao se iz političkog života. Umro je 30. kolovoza 1997. godine u Podgorici.